# Касательная прямая к окружности
Касательная прямая к окружности в евклидовой геометрии на плоскости — прямая, которая имеет с окружностью ровно одну общую точку. Также можно определить касательную как предельное положение секущей, когда точки пересечения её с окружностью бесконечно сближаются. Касательные прямые к окружностям служат предметом рассмотрения ряда теорем и играют важную роль во многих геометрических построениях и доказательствах.

## Касательные прямые к одной окружности
Касательная прямая t к окружности C пересекает окружность в единственной точке T. Для сравнения, секущие прямые пересекают окружность в двух точках, в то время как некоторые прямые могут не пересекать окружность совсем. Это свойство касательной прямой сохраняется при многих геометрических преобразованиях, таких как подобие, вращение, параллельный перенос, инверсия и картографическая проекция. Говоря техническим языком, эти преобразования не меняют структуру инцидентности касательных прямых и окружностей, даже если сами прямые и окружности деформируются.
Радиус окружности, проведённый через точку касания, перпендикулярен касательной прямой. И обратно, перпендикуляр к радиусу в конечной точке (на окружности) является касательной прямой. Окружность вместе с касательной прямой имеют осевую симметрию относительно радиуса (к точке касания).

По теореме о степени точки произведение длин PM•PN для любого луча PMN равно квадрату PT, длине отрезка от точки P до точки касания (отрезок показан красным цветом).

Никакая касательная прямая не может проходить через точку внутри окружности, поскольку любая такая прямая должна быть секущей. В то же время для любой точки, лежащей вне круга, можно построить две проходящие через неё касательные прямые. Геометрическая фигура, состоящая из окружности и двух касательных прямых, также обладает осевой симметрией относительно прямой, соединяющей точку P с центром окружности O (см. рисунок справа). В этом случае отрезки от точки P до двух точек касания имеют одинаковую длину. По теореме о степени точки квадрат длины отрезка до точки касания равен степени точки P относительно окружности C. Эта степень равна произведению расстояний от точки P до двух точек пересечения окружности любой секущей линией, проходящей через P.

Угол θ между хордой и касательной равен половине дуги, заключённой между концами хорды.

Касательная прямая t и точка касания T обладают свойством сопряжённости друг другу; это соответствие можно обобщить в идею о полюсе и поляре. Такая же взаимосвязь существует между точкой P вне окружности и секущей линией, соединяющей две точки касания.
Если точка P лежит вне окружности с центром O, и если касательные прямые из P касаются окружности в точках T и S, то углы ∠TPS и ∠TOS дают в сумме 180°.
Если хорда TM проведена из точки касания T прямой P T и ∠PTM ≤ 90°, то ∠PTM = (1/2)∠MOT.

### Геометрическое построение

Построение касательной прямой к окружности (выделена красным) перпендикулярно радиусу.

Относительно легко построить прямую t, касательную к окружности в точке T на окружности. Для этого следует провести прямую a через центр окружности O и точку T. Тогда прямая t является перпендикуляром к прямой a. Один из способов построения перпендикуляра следующий (см. рисунок). Проводим тем же радиусом (r) окружность с центром в точке T, получаем вторую точку G на прямой a, а точка T становится серединой отрезка OG. Проводим две окружности радиуса R>r с центрами в точках O и G. Прямая, проходящая через точки пересечения этих окружностей, будет касательной.

Построение касательной прямой к окружности

Для построения касательной прямой через точку P к окружности C можно использовать свойство угла, опирающегося на диаметр окружности. Проводится окружность с центром в точке H, середине отрезка OP, где O — центр окружности C. Пересечения T и T‘ являются точками касания прямых, проходящих через точку P, поскольку углы ∠OTP и ∠OT‘P опираются на диаметр OP окружности с центром в H.

### Теорема об описанном четырёхугольнике и вписанные окружности
Описанный четырёхугольник ABCD — это замкнутая фигура с четырьмя сторонами, которые касаются окружности C. Соответственно, C — вписанная в четырёхугольник ABCD окружность. По теореме Пито суммы противоположных сторон любого такого четырёхугольника равны, то есть
{\displaystyle {\overline {AB}}+{\overline {CD}}={\overline {BC}}+{\overline {DA}}.}

Описанный четырёхугольник

Это заключение следует из равенства отрезков касательных от вершин четырёхугольника. Обозначим точки касания как P (на отрезке AB), Q (на отрезке BC), R (на отрезке CD) и S (на отрезке DA). Симметричные отрезки до точек касания от каждой вершины четырёхугольника ABCD равны, то есть BP=BQ=b, CQ=CR=c, DR=DS=d и AS=AP=a.
Но каждая сторона четырёхугольника состоит из двух таких отрезков
{\displaystyle {\overline {AB}}+{\overline {CD}}=(a+b)+(c+d)={\overline {BC}}+{\overline {DA}}=(b+c)+(d+a)},
что и доказывает утверждение.
Обратное утверждение также верно — окружность можно вписать в любой выпуклый четырёхугольник, у которого суммы длин противоположных сторон равны.
Эта теорема и обратная к ней имеют различные применения. Например, из теоремы немедленно следует, что ни в какой прямоугольник не может быть вписана окружность, если только это не квадрат, а также что можно вписать окружность в любой ромб, хотя в общем случае вписать в параллелограмм окружность нельзя.

## Касательные прямые к двум окружностям

Внешний (сверху) и внутренний (внизу) центры гомотетии двух окружностей (выделены красным цветом), показанные зелёными точками.

Для двух окружностей в общем случае имеется четыре различные прямые, касательные к обеим окружностям, если одна окружность не лежит в другой, но в вырожденных случаях может быть любое число касательных от нуля до четырёх. Эти случаи описаны ниже. Из четырёх касательных прямых две являются внешними касательными, когда окружности оказываются лежащими по одну сторону от касательной прямой. Для двух других прямых, внутренних касательных, окружности оказываются лежащими по разные стороны от касательной прямой. Внешние касательные пересекаются в центре внешней гомотетии, в то время как внутренние касательные пересекаются в центре внутренней гомотетии. И внутренний, и внешний центры гомотетии лежат на прямой, проходящей через центры окружностей, ближе к центру меньшей окружности. Если две окружности имеют одинаковые радиусы, остаются те же четыре касательных, но внешние касательные прямые параллельны и внешнего центра гомотетии на аффинной плоскости не существует. На проективной плоскости внешний центр гомотетии лежит в бесконечно удалённой точке, соответствующей пересечению прямых.

### Внешняя касательная

Построение внешних касательных.

Красные прямые, соединяющие точки T1 и T3, T2 и T4, являются внешними касательными двух окружностей.

### Внутренняя касательная
Внутренние касательные — это касательные, которые пересекают отрезок, соединяющий центры окружностей. Заметим, что внутренние касательные не существуют в случае пересекающихся окружностей.

### Построение

Построение внутренних касательных

Касательные к двум окружностям могут быть построены с помощью нахождения центров гомотетии, как описано выше, а затем построения касательных, проходящих через эти центры. Можно также построить касательные прямые и касательные точки прямо, как описано ниже.

#### Элементарная геометрия
Пусть O1 и O2 — два центра двух окружностей C1 и C2 и пусть r1 и r2 — их радиусы, при этом r1 > r2. Другими словами, окружность C1 будем считать большей из двух окружностей. Два различных способа можно использовать для построения внешних и внутренних касательных прямых.
Внешние касательные
Рисуем новую окружность C3 с радиусом r1 − r2 с центром в O1. Используя метод, описанный выше, проводим две касательные прямые из точки O2 к этой новой окружности. Эти прямые параллельны искомым касательным прямым, поскольку это соответствует уменьшению радиусов обеих окружностей C1 и C2 на одно и то же число r2, в результате чего окружность C2 превращается в точку. Через две точки касания на окружности C3 можно провести два луча из центра O1. Эти лучи пересекают C1 в искомых точках касания. Искомые касательные перпендикулярны этим радиальным лучам и могут быть построены, как показывалось выше.
Внутренние касательные
Рисуем новую окружность C3 с радиусом r1 + r2 с центром в O1. Используя метод, описанный выше, проводим две касательные прямые из точки O2 к этой новой окружности. Эти прямые параллельны искомым касательным прямым, поскольку это соответствует уменьшению радиуса окружности C2 до нуля с одновременным увеличением радиуса C1 на ту же константу r2. Два радиальных луча можно провести из центра O1 через точки касания на C3. Эти лучи пересекают C1 в искомых точках касания. Искомые внутренние касательные перпендикулярны радиальным лучам и пересекают лучи в найденных точках, так что их можно построить вышеуказанным методом.
Фактически это то же самое построение, что и для внешних касательных, если принять, что радиус меньшей окружности отрицателен.

#### Аналитическая геометрия
Пусть окружности имеют центры c1 = (x1,y1) и c2 = (x2,y2) и радиусы r1 и r2 соответственно. Пусть касательная прямая имеет уравнение {\displaystyle ax+by+c=0,} с нормализацией a2 + b2 = 1, тогда расстояние от центров окружностей до прямой вычисляется по формулам:
ax1 + by1 + c = r1 и
ax2 + by2 + c = r2.
Вычтем первое уравнение из второго, получим
aΔx + bΔy = Δr
где Δx = x2 − x1, Δy = y2 − y1 и Δr = r2 − r1.
Если {\displaystyle d={\sqrt {(\Delta x)^{2}+(\Delta y)^{2}}}} — расстояние от c1 до c2, мы можем нормализовать, сделав замену X = Δx/d, Y = Δy/d и R = Δr/d для упрощения уравнений, что даёт уравнения aX + bY = R и a2 + b2 = 1. Решаем их и получаем два решения (k = ±1) для двух внешних касательных линий:
a = RX − kY√(1 − R2)
b = RY + kX√(1 − R2)
c = r1 − (ax1 + by1)
Геометрически это соответствует вычислению угла, образованного касательной и прямой, проведённой через центры, а затем линия центов поворачивается для получения уравнения касательной. Угол можно вычислить с помощью тригонометрии из прямоугольного треугольника, вершинами которого являются (внешний) центр гомотетии, центр окружности и точка касания. Гипотенуза лежит на прямой центров, радиус является катетом, противоположным углу, а прилегающий к углу катет лежит на касательной прямой.
(X, Y) — это единичный вектор, направленный от c1 в c2, в то время как R равен {\displaystyle \cos \theta }, где {\displaystyle \theta } — угол между линией центров и касательной. {\displaystyle \sin \theta } тогда равен {\displaystyle \pm {\sqrt {1-R^{2}}}} (в зависимости от знака {\displaystyle \theta }, что эквивалентно направлению вращения), и приведённые выше уравнения являются вращением (X, Y) на {\displaystyle \pm \theta ,} с помощью матрицы вращения
{\displaystyle {\begin{pmatrix}R&\mp {\sqrt {1-R^{2}}}\\\pm {\sqrt {1-R^{2}}}&R\end{pmatrix}}}
k = 1 — это касательная прямая справа от окружностей, если смотреть из c1 в направлении c2.
k = −1 — это касательная прямая справа от окружностей, если смотреть из c2 в направлении c1.

Все рассуждения выше предполагают, что радиусы окружностей положительны. Если r1 положителен, а r2 отрицателен, то c1 будет лежать слева от каждой прямой, а c2 — справа, и две касательные прямые пересекутся. Таким путём можно получить все четыре решения. Смена знака обоих радиусов приводит к обмену вариантов k = 1 и k = −1.

#### Векторы
В общем случае точки касания t1 и t2 для любой из четырёх касательных прямых к окружностям с центрами в v1 и v2 и с радиусами r1 и r2 получаются путём решения четырёх уравнений:
{\displaystyle {\begin{aligned}(t_{2}-v_{2})\cdot (t_{2}-t_{1})&=0\\(t_{1}-v_{1})\cdot (t_{2}-t_{1})&=0\\(t_{1}-v_{1})\cdot (t_{1}-v_{1})&=r_{1}^{2}\\(t_{2}-v_{2})\cdot (t_{2}-v_{2})&=r_{2}^{2}\\\end{aligned}}}
Эти уравнения выражают тот факт, что касательная прямая перпендикулярна радиусам, а точки касания лежат на соответствующих окружностях.
Эти четыре квадратных уравнения с двумерными векторными переменными в общем случае дают четыре пары решений.

### Вырожденные случаи
Две различные окружности могут иметь, в зависимости от взаимного расположения, от нуля до четырёх прямых, касающихся обеих окружностей. Варианты можно классифицировать по расстоянию между центрами и радиусам.
- Если окружности не соприкасаются ({\displaystyle d>r_{1}+r_{2}}), что является общим положением, имеются четыре касательные, касающиеся одновременно обеих окружностей.
- Если окружности соприкасаются ({\displaystyle d=r_{1}+r_{2}}) — имеют одну точку внешнего касания — они имеют две внешних общих касательных и одну внутреннюю, проходящую через точку касания окружностей. Эта общая касательная прямая имеет кратность два.
- Если окружности пересекаются в двух точках ({\displaystyle |r_{1}-r_{2}|<d<r_{1}+r_{2}}), у них нет внутренних общих касательных и есть две внешние касательные прямые.
- Если окружности касаются друг друга изнутри ({\displaystyle d=|r_{1}-r_{2}|}) — имеется одна точка внутреннего касания — у них нет внутренних общих касательных и имеется одна общая внешняя касательная, проходящая через точку касания окружностей, и эта прямая имеет кратность два.
- Если одна окружность полностью внутри другой ({\displaystyle d<|r_{1}-r_{2}|}), у них нет общих касательных, поскольку любая касательная к внутренней окружности будет секущей к внешней.

И наконец, если окружности совпадают, любая касательная прямая к одной окружности будет общей касательной.
Далее понятие общей касательной прямой можно расширить на случай окружностей отрицательного радиуса (которые образованы теми же самыми точками {\displaystyle x^{2}+y^{2}=(-r)^{2},} но «наизнанку»). В этом случае, если радиусы имеют противоположные знаки (одна окружность имеет положительный радиус, другая — отрицательный) внешний и внутренний центры гомотетии меняются местами и внешние и внутренние общие касательные меняются местами. Если же радиусы имеют один и тот же знак (оба радиуса положительны или оба отрицательны), то понятия «внешний» и «внутренний» имеют обычный смысл.
Общие касательные можно определить для окружностей с нулевым радиусом. В этом случае окружность с нулевым радиусом трактуется как двойная точка, а потому любая прямая, проходящая через эту точку, пересекает её с кратностью два. Если окружность имеет радиус ноль, общая касательная прямая — это просто касательная прямая к окружности, проходящая через точку, но считается эта прямая дважды. Если обе окружности имеют нулевой радиус, то общая касательная прямая — это прямая, проходящая через две точки, и эта прямая имеет кратность четыре.
Заметим, что в этих вырожденных случаях внешний и внутренний центры гомотетии остаются (внешний центр уходит в бесконечность, если радиусы равны), за исключением случая, когда окружности совпадают (в этом случае внешний центр не определён), или когда обе окружности имеют нулевой радиус (в этом случае отсутствует внутренний центр).

### Приложения

#### Задача о ремённой передаче
Внутренние и внешние касательные полезны при решении задачи о ремённой передаче, которая заключается в вычислении длины ремня, который плотно бы прилегал к колёсам передачи. Если считать ремень математической кривой с пренебрежительно малой толщиной и если колёса передачи находятся точно в одной плоскости, задача сводится к суммированию отрезков касательных с соответствующими длинами дуг. Если ремень натянут на колёса с пересечением, необходимо рассматривать внутренние касательные. Если же ремень натянут без пересечения, необходимо рассматривать внешние касательные. Последний случай иногда называется задачей шкивов.

## Касательные прямые к трём окружностям: теорема Монжа
Для трёх окружностей C1, C2 и C3 существует три пары окружностей (C1C2, C2C3 и C1C3). Поскольку каждая пара окружностей имеет два центра гомотетии, всего получим шесть центров гомотетии. Гаспар Монж показал в начале 19-го века, что эти шесть точек лежат на четырёх прямых, и на каждой прямой лежат три точки.

## Касательные прямые и бильярд

Прицеливание удара в бильярде. Направление удара от битка (шар B) выбирается так, чтобы точка касания совпадала с точкой пересечения прямой, проходящей через центр лузы и центр прицельного шара. В этом случае прицельный шар поёдёт в сторону лузы, а биток пойдёт параллельно зелёной линии, касательной к прицельному шару (C) и воображаемому шару (M)

Система касательных прямых прицеливания битка использует прямую, проходящую через середину кия, для создания двух касательных прямых от битка в направлении прицельного шара. Две касательные прямые и прямая через середину битка пересекают прямую, проходящую через середину прицельного шара и центр лузы. Необходимо направить удар так, чтобы конечное положение битка (воображаемый шар на рисунке) касалось прицельного шара в точке касания прямой, перпендикулярной направлению на лузу (на рисунке эта касательная выделена зелёным цветом).

## Задача Аполлония
Много частных случаев задачи Аполлония используют нахождение окружностей, касающихся одной или нескольких прямых. В простейшем из этих случаев строится окружность, касающаяся трёх заданных прямых (задача LLL). Центр любой такой окружности должен лежать на биссектрисе угла в точке пересечения любой пары этих прямых. В каждой точке пересечения прямых есть две биссектрисы. Пересечения этих биссектрис дают центры окружностей, являющихся решением. В общем случае существует четыре таких окружностей для треугольника, образованного пересечением трёх прямых — вписанная окружность и три вневписанных.

Анимация, показывающая инверсное преобразование задачи Аполлония. Синяя и красная окружности увеличиваются, пока не коснутся, и при инверсии относительно серой окружности переходят в две параллельные прямые. Жёлтые решения получаются путём перемещения вдоль этих прямых до касания зелёной окружности.

В общем случае задачу Аполлония можно свести к более простой задаче построения окружности, касающейся одной окружности и двух параллельных прямых (это сам по себе частный случай LLC). Чтобы это сделать, увеличиваем пропорционально две из этих трёх заданных окружностей вплоть до их касания. Инверсия относительно окружности подходящего радиуса с центром в точке касания переводит эти две окружности в две параллельные прямые, а третью окружность — в другую окружность. Таким образом, решение может быть найдено путём перемещения окружности постоянного радиуса между двумя параллельными прямыми, пока не получим касание с преобразованной третьей окружностью. Обратная инверсия даст решения исходной задачи.

## Обобщения

Понятия касательной прямой и точки касания можно обобщить до полюса Q и соответствующей ей полярной прямой q. Точки P и Q являются инверсиями друг друга относительно окружности.

Понятие касательной прямой к одной и более окружностям можно обобщить несколькими путями. В первую очередь, свойство парности касательных прямых и точек касания можно обобщить до полюса и полярной прямой, когда полюс может находиться в любом месте, не обязательно на окружности. Во-вторых, объединение двух окружностей является особым (приводимым) случаем плоской кривой четвёртой степени, а внешние и внутренние касательные прямые являются касательными к двум точкам этой кривой. В общем случае плоская кривая четвёртой степени имеет 28 прямых, касающихся её дважды.
Третье обобщение относится скорее к касательным окружностям, а не к касательным прямым. Касательную прямую можно рассматривать как касательную окружность с бесконечным радиусом. В частности, внешние касательные прямые к двум окружностям можно рассматривать как частные случаи из семейства окружностей, касающихся с внутренней или внешней стороны обеих окружности, в то время как внутренние касательные прямые можно рассматривать как частные случаи семейства окружностей, касающихся с внутренней стороны одной окружности и с внешней стороны другой) .
В геометрии Мёбиуса или инверсной геометрии прямые рассматриваются как окружности с центром «в бесконечности» и для любой прямой и для любой окружности существует преобразование Мёбиуса, которое переводит одну фигуру в другую. В геометрии Мёбиуса касание прямой и окружности становится особым случаем касания двух окружностей. Эта эквивалентность развивается далее в сферической геометрии Ли.